# 피터 포포프
피터 포포프(Peter Popoff, 1946년 7월 2일 ~ )는 독일 태생의 미국인 오순절 교회의 목사이다. 포포프는 1980년대에 하나님의 능력으로 병을 치료한다고 사기를 쳐 거액의 돈을 벌었으나, 1987년에 초능력 사냥꾼으로 유명한 회의주의자 제임스 랜디에 의해 진실이 드러났다. 랜디는 포포프가 도청기 이어폰을 이용하여 아내에게서 신자들의 병에 대한 정보를 알아낸다는 사실을 폭로했다. 이후 파산신청을 냈으나 2007년에 자기 수도원으로 다시 돌아왔다.